# 8 км (пост)
8 км — колійний пост Рівненської дирекції залізничних перевезень Львівської залізниці, розташований на північній околиці м. Володимир Волинської області.
Розташований між станціями Володимир (7,3 км) та Устилуг (14 км).

## Історія
Колійний пост 8 км було відкрито найімовірніше 1979 року, при відкритті лінії Володимир-Волинський — Ізов — Грубешів — частини так званої лінії металургійної широколійної, якою українська руда надходила на польські металургійні комбінати.
Пост обладнаний посадочною платформою, тут зупиняються приміські потяги.